# John Marshall (guitariste)
Pour les articles homonymes, voir John Marshall et Marshall.
John Marshall (4 janvier 1962), était le guitariste du groupe de Thrash metal Metal Church.

## Biographie
Il était le roadie de Kirk Hammett de Metallica.
Il fit partie de Metallica en tournée en 1986, remplaçant à la guitare rythmique James Hetfield qui s'était cassé le poignet en skateboard, et était dans le car où Cliff Burton perdit la vie.
Il a fait à nouveau partie en 1992 de Metallica comme guitariste rythmique durant la tournée où James Hetfield ne put assurer cette tâche, à la suite d'un incident sur scène.
Il remplacera Kurdt Vanderhoof dans le groupe Metal Church de 1988 jusqu'à la séparation du groupe en 1994.
Il fit aussi partie du groupe Blind Illusion. Il était à la reformation de Metal Church en 1998, mais quitta le groupe en 2002.
Il a été invité en décembre 2011 à jouer avec Metallica pour leur trentième anniversaire.

## Metal Church
- Blessing in Disguise (1989)
- The Human Factor (1991)
- Hanging in the Balance (1993)
- Masterpeace (1999)

## Metallica
apparition live
- Un an et demi de la vie de Metallica, la suite (1992)